# Mesocricetus
Mesocricetus is een geslacht van zoogdieren uit de  familie van de Cricetidae. De wetenschappelijke naam van het geslacht werd in 1894 gepubliceerd door Alfred Nehring.

## Soorten
Er worden 4 soorten in dit geslacht geplaatst:
- Mesocricetus auratus (Waterhouse, 1839) – Goudhamster
- Mesocricetus brandti (Nehring, 1898)
- Mesocricetus newtoni (Nehring, 1898) – Roemeense hamster
- Mesocricetus raddei (Nehring, 1894) – Balkanhamster